# Романцевские горы
Романцевские горы или Кондуки — природно-антропогенный рекреационный комплекс Узловского района Тульской области, примечательный терриконами и залитыми водой карьерами угольной выработки; особо охраняемая природная территория местного значения.

## Описание
Достопримечательность получила свои названия по посёлку Романцевский и деревне Кондуки, расположенных на основной дороге к ней. На месте Романцевских гор находились Ушаковские карьеры Подмосковного угольного бассейна, выработка которых прекратилась в 1996 году. Поскольку добыча велась без рекультивации, после прекращения производства остались отвалы вскрышных пород высотой до 34 или 37 метров. Они вместе с затопленными карьерами создали редкий для данной местности рельеф, привлекший жителей Тульской и соседних областей. Самостоятельные туристы приезжают в первую очередь для палаточного отдыха, а также для фотографирования и купания.
В декабре 2018 года администрация Узловского района приняла постановление о создании на месте достопримечательности особо охраняемой природной территории. В сентябре 2019 года ООПТ площадью 1289,2 гектара было зарегистрировано в ЕГРН. На её территории находятся 27 водоёмов глубиной от 10 до 79 метров и общей площадью 172,6 гектара. Отвалы занимают 108,6 гектара, главным образом в южной части, наиболее привлекательной для туристов. На ООПТ было выявлено 46 видов мхов. Власти заявляют о намерении развить в Романцевских горах туристическую инфраструктуру, в 2020 году проект создания зоны отдыха стоимостью 1,6 миллиарда рублей стал победителем Всероссийского конкурса на создание туристско-рекреационных кластеров и развития экотуризма.
В ближайшие годы[когда?] на природной территории Романцевские горы планируется создание круглогодичного экокурорта «Кондуки». На площади 1050 га планируется строительство гостиниц и быстровозводимых средств размещения на 933 номера, а также создание развлекательных объектов, экопарка и инфраструктуры для пляжного отдыха и зимнего спорта, а также обеспечивающей инфраструктуры: реконструкция и строительство подъездных дорог к экокурорту, организация автомобильных парковок и автобусных маршрутов.

## Экологические проблемы
В связи с возросшим турпотоком, природная территория оказалась подвержена сильным загрязнениям. Отдыхающие оставляют огромные кучи мусора и вырубают деревья. Контроль за особо охраняемой природной территорией не осуществляется и виновные лица к ответственности не привлекаются. Уборка мусора осуществляется волонтерами в рамках акции «Вода России» в рамках нацпроекта «Экология». Ежегодно вывозится более 10 тонн мусора.

## Фотографии
|  |